# Prix littéraires du Gouverneur général 1961
Liste des Prix littéraires du Gouverneur général pour 1961, chacun suivi du gagnant.

## Français
- Prix du Gouverneur général : romans et nouvelles de langue française : Yves Thériault, Ashini.
- Prix du Gouverneur général : études et essais de langue française : Jean Le Moyne, Convergences.

## Anglais
- Prix du Gouverneur général : romans et nouvelles de langue anglaise : Malcolm Lowry, Hear Us O Lord from Heaven Thy Dwelling Place.
- Prix du Gouverneur général : poésie ou théâtre de langue anglaise : Robert Finch, Acis in Oxford.
- Prix du Gouverneur général : études et essais de langue anglaise : T.A. Goudge, The Ascent of Life.